# Grabiszyce Dolne
Grabiszyce Dolne – wieś w Polsce położona w województwie dolnośląskim, w powiecie lubańskim, w gminie Leśna.

## Podział administracyjny
W latach 1975–1998 miejscowość administracyjnie należała do województwa jeleniogórskiego.

## Zabytki
Do wojewódzkiego rejestru zabytków wpisane są obiekty:
- zespół pałacowy (nr 92), z drugiej połowy XIX w.
  - pałac
  - park